# Otto Krüger (Choreograf)

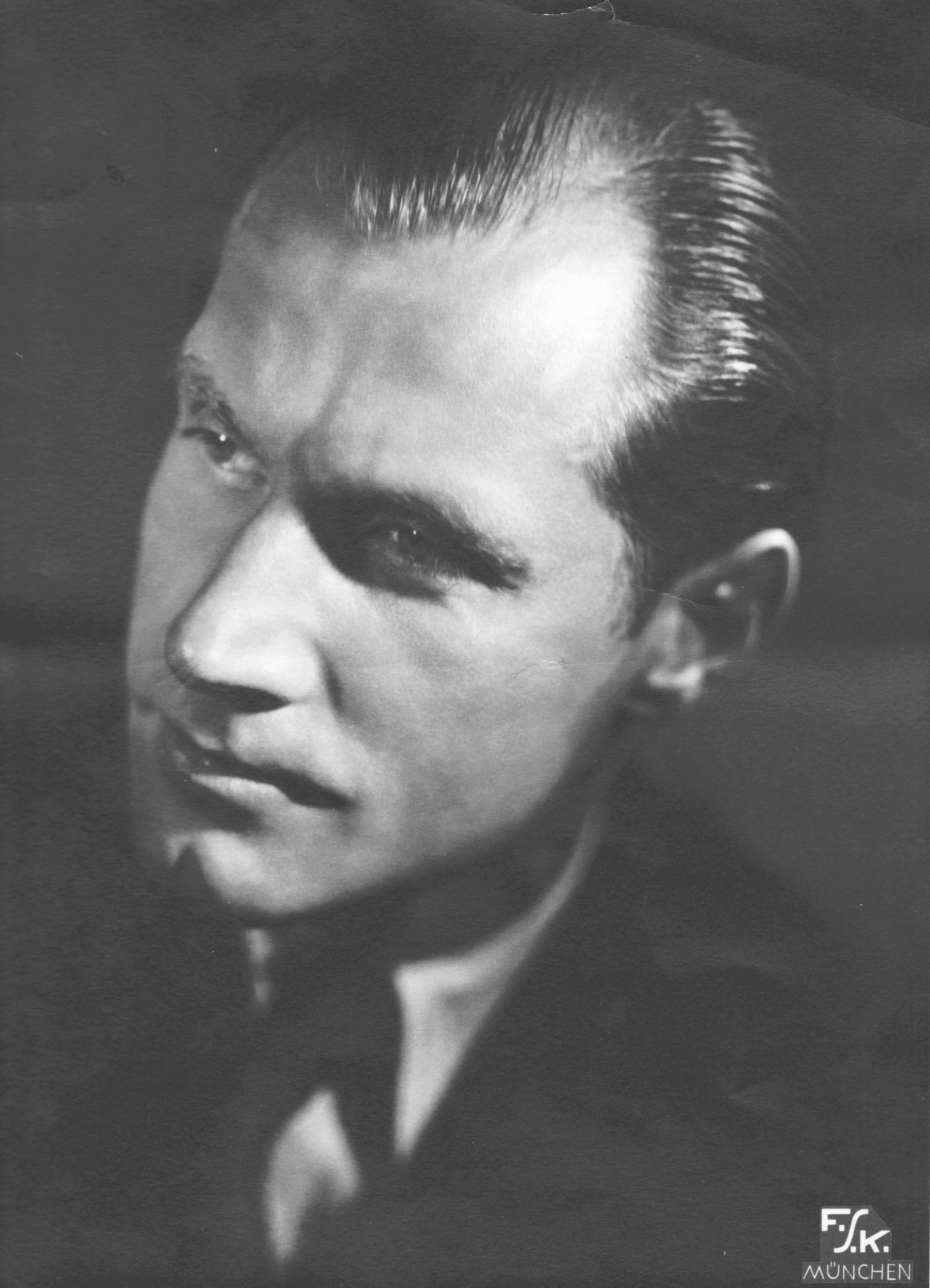
Otto Krüger
Foto Kurt Krüger

Otto Krüger (* 10. April 1913 in Charlottenburg; † 3. August 2000 in Hilden) war ein deutscher Tänzer, Choreograf, Ballettmeister, Gründer und Leiter der Tanzabteilung der Musikakademie Hannover, der späteren Hochschule für Musik, Theater und Medien Hannover.

## Werdegang und Leben
Als ein im Jahre „1913, dem Sommer des Jahrhunderts“ Geborener und mit der „Prägekraft dieser Dreizehn“ ausgestattet, begann Krüger schon mit sechs Jahren seine Ausbildung als Klassischer Tänzer an der ehemals Königlichen Ballettschule, die der Berliner Staatsoper unter den Linden angegliedert war und an der damals auch der normale Schulunterricht stattfand. Victor Gsovsky, Rudolf von Laban und Max Terpis waren später dort seine prominentesten Tanzpädagogen.
Die Ballettschüler übernahmen kleinere Auftritte in Operninszenierungen, so zum Beispiel im „Rosenkavalier“, in welchem Krüger den „Kleinen Mohren“, der noch schnell, bevor der Vorhang fällt, ein Tüchlein von der Bühne lüpft, spielen durfte. Zum Dank dafür bekam er von Richard Strauss (1918–1919 auch Intendant der Berliner Staatsoper) persönlich eine Tafel Schokolade geschenkt – eine unvergessliche Begegnung, die ihn tief beeindruckt hat.
Auch Harald Kreutzberg, 1924 als Solotänzer an die Berliner Staatsoper engagiert, war für den jungen Krüger ein wichtiger Ratgeber und Förderer seiner weiteren künstlerischen Entwicklung. In den Jahren 1928–1931 hatte Otto Krüger ein festes Engagement an der Staatsoper. 1932–1934 war er in Paris – als Tänzer und zum weiteren Studium bei den Ballets Russes de Monte Carlo im damals sehr bekannten Mogador-Theater unter Michail Fokine.
Nach seiner Rückkehr nach Berlin gründete er dort ein Tanzstudio. 1935 engagierte ihn die Choreografin Tatjana Gsovsky als ersten Solotänzer an die Städtischen Bühnen Essen.

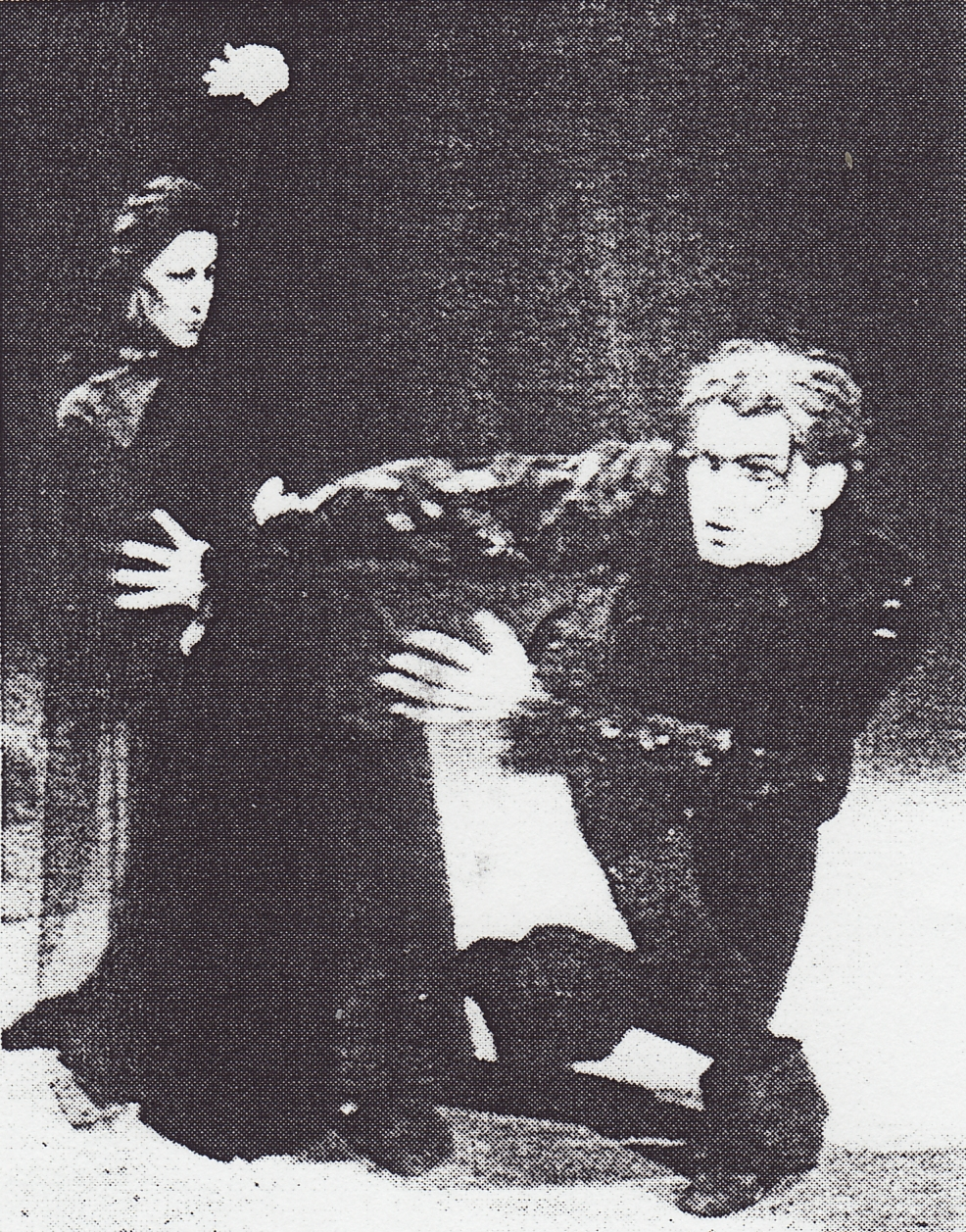
Otto Krüger als Don Juan im gleichnamigen Ballett von Ch. W. Gluck, Choreografie Tatjana Gsovsky (1935)

1936 übernahm er auch die Leitung des Balletts und choreografierte seine ersten Ballettabende; gleichzeitig war er Tanzpädagoge an der Folkwangschule in Essen (1936–1939). Dort lernte er die Tänzerin Ursula Fricke kennen, seine spätere Ehefrau, mit der er vier Kinder hatte.
Bevor er als Soldat in den Krieg ziehen musste, war er an den Städtischen Bühnen Wuppertal engagiert (1939–1945). Nach dem Krieg ging er 1946–1950 an das Stadttheater Göttingen (Intendant und Generalmusikdirektor Fritz Lehmann). Nachdem dort aus finanziellen Gründen dem gesamten Musiktheater und dem Ballett gekündigt wurde, führte er in Dortmund-Brackel, der Heimat seiner Ehefrau, eine „Tanzschule Otto Krüger“.
1947 eröffnete Walter Felsenstein seine „Komische Oper“ in Ostberlin mit der klassischen Operette „Die Fledermaus“ von Johann Strauss (Sohn). Otto Krüger besorgte die Balletteinlagen.
1951–1954 war er dann Ballettmeister am Landestheater Hannover (Intendant Kurt Ehrhardt). In seiner Funktion als Gründer und Leiter der Tanzabteilung der Musikakademie Hannover holte er als Pädagogin für Freien Modernen Tanz Gundel Eplinius (1920–2007), eine Schülerin von Mary Wigman, an die Akademie. Nachdem er sich aus künstlerischen Gründen hartnäckig geweigert hatte, die „Puppenfee“ (Musik Josef Bayer) einzustudieren, kam es zu einem Eklat, und er verließ Hannover.
1954–1956 war er an den Vereinigten Städtischen Bühnen Krefeld-Mönchengladbach (Intendant Erich Schumacher), wo seine Tochter später (1963–1966) auch als Schauspielerin unter dem Künstlernamen Monika Krug engagiert war (Intendant Herbert Decker). Hier aber musste er nun neben den gängigen Balletteinlagen in diversen Opernproduktionen auch Operetten-Einlagen einstudieren. Dies widersprach seinen hohen künstlerischen Ansprüchen genauso wie vorher die „Puppenfee“ in Hannover. In Krefeld durfte er aber andererseits auch Regie führen. Er inszenierte dort sehr erfolgreich Christoph Willibald Glucks Oper „Orpheus und Eurydike“.
Ein skandalöses Ereignis war aber die Einstudierung von Béla Bartóks „Der wunderbare Mandarin“ in der damals kleinbürgerlichen Stadt Krefeld. In den Zeitungen empörte man sich über den „schamlosen“ Inhalt des Stücks: Es spielt im Rotlichtmilieu und zeigt auch die Ermordung eines Freiers, und der Kölner Oberbürgermeister Konrad Adenauer hatte aufgrund starker Proteste 1926 das unmoralische Werk persönlich vom Spielplan in Köln verbannen lassen. In Krefeld wiederholte sich 30 Jahre später der Theaterskandal und Krügers Kinder bekamen deswegen – in den prüden 1950er Jahren – Schwierigkeiten in der Schule. Den „Lockvogel“ in diesem Stück tanzte die Düsseldorfer Primaballerina Edel von Rothe; sie war damals mit Günter Roth, einem einflussreichen Regisseur an der Deutschen Oper am Rhein verheiratet, und Otto Krüger wurde zu seinem Glück in der Folge nach Düsseldorf engagiert (1956–1959).
Ein spannendes, von großem Presseaufgebot begleitetes Ereignis war dort seine Choreografie der Europäischen Erstaufführung von Strawinskys „Agon“ am 27. Januar 1958. Strawinsky hatte das Ballett unmittelbar vorher für George Balanchine komponiert, es stellte deshalb eine große Herausforderung für Otto Krüger dar.
Otto Krüger war ein überzeugter Vertreter des von Balanchine begründeten neoklassischen Balletts. Er bevorzugte abstrakte Werke im Gegensatz zu Handlungsballetten. „Was an Handlung in Erscheinung tritt, ergibt sich bei der Konzeption ganz aus der Musik selbst. Die Choreografie lebt aus dem rein tänzerischen Element“. Einstudierungen von zeitgenössischen Komponisten wie Strawinsky, Hindemith, Fortner usw. waren seine Stärke.
Auch hat er die Brüder Aloys und Alfons Kontarsky an die Deutsche Oper am Rhein nach Düsseldorf geholt, wo 1957 die Uraufführung von Bernd Alois Zimmermanns „Perspektiven“ (Musik zu einem imaginären Ballett für zwei Klaviere) stattfand.

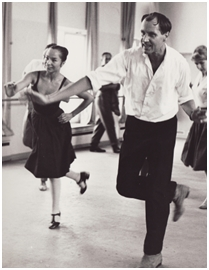
Training im Ballettsaal in Essen

Nach Düsseldorf (1956–1959) waren die Bühnen der Stadt Essen (1959–1963) die letzte Station seines Schaffens als Choreograf. Der Essener Intendant Erich Schumacher hatte Otto Krüger mit unglaublich guten Arbeitsbedingungen nach Essen gelockt.
In Essen war die Uraufführung von Wolfgang Fortners „Mouvements“ am 26. Februar 1960 von Bedeutung (Ballettfassung von Otto Krüger und Tatjana Gsovsky). Auch inszenierte er dort zwei Opern, „Orpheus und Eurydike“ von Christoph Willibald Gluck und „Madame Butterfly“ von Giacomo Puccini.
Ende der 1960er Jahre konnte er sich seinen Traum vom Leben am Atlantik verwirklichen und zog in ein Haus an der Algarve – Treffpunkt seiner Familie über drei Jahrzehnte. Diese Zeit endete im Mai 2000, als Otto und Ursula Krüger aus gesundheitlichen Gründen in einer aufregenden Aktion mit dem Rettungshubschrauber von Portugal zurück nach Deutschland gebracht werden mussten. Otto Krüger verstarb am 3. August 2000 in Hilden bei Düsseldorf.

## Werke
einstudiert in Göttingen (1946–1950), Hannover (1951–1954), Krefeld (1954–1956), Düsseldorf (1956–1959), Essen (1959–1963):
- Der Teufel im Dorf, Musik Fran Lhotka, Libretto Pia und Pino Mlakar (1946/47)
- Nobilissima Visione, Musik Paul Hindemith, Tanzlegende in 6 Bildern (1948/49)
- Der Feuervogel, Ballett in 2 Akten, Musik Igor Strawinsky, Libretto Michail Fokine (1948/49)
- Petruschka, Ballett, Musik Igor Strawinsky (1951 und 1957)
- Don Juan, Ballett, Musik Christoph Willibald Gluck (1951, 1958, 1962)
- Boulevard Solitude, Oper von Hans Werner Henze, Lyrisches Drama in 7 Bildern, Regie Walter Jokisch, Uraufführung (1952)
- Der Dreispitz, Ballett, Musik Manuel de Falla (1952, 1959)
- Die weiße Rose, Ballett, Musik Wolfgang Fortner (1952, 1962)
- Der wunderbare Mandarin, Ballett, Musik Béla Bartók (1955)
- Orpheus und Eurydike, Oper von Christoph Willibald Gluck (1956, 1960)
- Jeux, Ballett, Musik Claude Debussy (1957)
- Les Demoiselles de la Nuit, Ballett, Musik Jean Françaix (1957)
- Perspektiven, Ballett von Otto Krüger, Musik Bernd Alois Zimmermann. Uraufführung (1957)
- Sonate für zwei Klaviere und Schlagzeug, Musik Béla Bartók (1957)
- Der holzgeschnitzte Prinz, Ballett, Musik Béla Bartók (1958)
- Agon, Ballett, Musik Igor Strawinsky, Europäische Erstaufführung (1958)
- Serenade, Ballett von Otto Krüger, Musik Julius Weismann. Uraufführung (1958)
- Sinfonie in C-Dur, Ballett von Otto Krüger, Musik George Bizet (1959)
- La Chambre, Ballett, Musik George Auric, Deutsche Erstaufführung (1959)
- Divertimento für Streichorchester von Béla Bartók (1960)
- Orpheus, Ballett, Musik Igor Strawinsky (1960)
- Mouvements für Klavier und Orchester von Wolfgang Fortner. Uraufführung (1960)
- Valses nobles et sentimentales und La Valse, Choreografisches Gedicht für Orchester von Maurice Ravel (1960)
- Bacchantinnen, Ballett, Musik George Sicilianos, Uraufführung (1960)
- Tanzsuite für Orchester von Béla Bartók (1961)
- Der rote Mantel, Ballett von Tatjana Gsovsky, Musik Luigi Nono (1961)
- Scarlattiana von Alfredo Casella, Divertimento nach Musik von Domenico Scarlatti (1961)
- Parabel, Ballett, Musik Aleida Montijn, Uraufführung (1962)
- Madame Butterfly, Oper von Giacomo Puccini (1962)
- Noche de Luna, Pantomime für zwei Tänzerinnen und Tänzer, Musik Hans Ulrich Engelmann, Uraufführung (1963)
- Menagerie, Ballett in 5 Bildern von Tatjana Gsovsky, Musik Giselher Klebe (1963)
- Rasch war die Zeit, Ballett, Musik Aleida Montijn, Uraufführung (1963)

einstudiert in Essen (1936–1939), Wuppertal (1939–1941), Hannover (1951–1954) und Krefeld (1954–1956):
- Polowetzer Tänze, Ballett, Musik Alexander Borodin
- Slawische Tänze, Musik Antonín Dvořák
- Boléro, Ballett, Musik Maurice Ravel
- Scheherazade, Ballett, Musik Nicolai Rimski-Korsakow
- Prélude à l'après-midi d'un faune, Ballett, Musik Claude Debussy
- La Mer, Ballett, Musik Claude Debussy
- Apollon musagète, Ballett in 2 Bildern, Musik Igor Strawinsky
- Ein Amerikaner in Paris, Ballett, Musik George Gershwin
- Rhapsody in Blue, Ballett, Musik George Gershwin